# 야히아 칸
아그하 무함마드 야히아 칸(우르두어: آغا محمد یحٰیی خان, 영어: Agha Muhammad Yahya Khan, 1917년 2월 4일 ~ 1980년 8월 10일)은 1969년 3월 25일부터 1971년 12월 20일까지 파키스탄 대통령을 역임한 파키스탄의 장군이다. 그의 통치 기간 동안, 그는 방글라데시 독립 전쟁을 촉발시킨 벵골 민족주의를 억압하기 위한 노력으로 서치라이트 작전을 명령했다. 그는 500,000명에서 300,000명의 방글라데시인들의 죽음을 초래한 오늘날의 방글라데시 인구의 대량학살, 방글라데시 집단학살의 중심이었다.
제2차 세계 대전 당시 영국령 인도 육군을 대표하여 지중해 극장에 참가했던 그는 1947년 영국이 인도를 분할하자 파키스탄 시민권을 선택했고 군에 입대했으며, 1965년 인도와의 전쟁을 촉발시킨 인도령 카슈미르에 대한 비밀침투를 실행하는데 도움을 주었다. 1966년 육군 사령관으로 임명된 후, 야히아 칸은 1969년 동파키스탄에서 일어난 봉기에 대처할 수 없었던 대통령직을 이어받아 항의에 의해 사임하고 그에게 그 직위를 제안했다. 야히아 칸은 이후 헌법을 정지함으로써 계엄령을 시행했다. 독립 후 23년 만인 1970년 첫 전국 선거를 치렀던 그는 동파키스탄 출신의 셰이크 무지부르 라흐만에게 정권 이양을 미루면서 동파키스탄의 시민 폭력 소요를 더욱 부추겼고, 동파키스탄 당국이 방글라데시 독립 전쟁과 방글라데시 창설을 초래한 반체제 인사들을 폭력적으로 진압할 수 있도록 권한을 부여했다. 티카 칸과 함께, 그는 30만 명에서 300만 명의 사망을 초래한 1971년 방글라데시 집단학살의 수석 설계자로 여겨진다.
파키스탄은 1971년 방글라데시 독립 전쟁에서 결정적인 패배를 겪었고, 결과적으로 파키스탄군의 동부 사령부가 해체되고 동파키스탄이 방글라데시로 분리되었다. 이 사건들에 이어, 그는 국가의 지도력을 서파키스탄 출신의 지도적인 정치인 줄피카르 알리 부토에게 넘겨주고, 1971년 12월 20일 불명예스럽게 군 지휘관직에서 사임했다. 그 후 그는 1970년대 대부분 동안 군복무 영예를 박탈당하고 가택 감시를 받았다.
1977년 이러한 제한에서 풀려난 후, 그는 1980년 라왈핀디에서 사망하였다. 그는 파키스탄 역사학자들에게 대체로 부정적으로 여겨지며 파키스탄의 지도자들 중 가장 덜 성공한 사람들 중 한 명으로 여겨진다.

## 어린 시절
러시아 소식통에 따르면, 아그하 무함마드 야히아 칸은 1917년 2월 4일 영국령 인도의 펀자브주 차크왈에서 태어났다. 그와 그의 가족은 칼라니 파슈툰인 출신이다. 그는 펀자브어와 페르시아어를 유창하게 구사했다.
인도의 작가 데완 베린드라나트의 저서 《야히아 칸의 사생활》(1974년 출판)에 따르면 야히아의 아버지는 펀자브주의 인도 제국 경찰에서 일했다. 그는 순경장으로 입대해 부경장으로 은퇴했다. 야히아의 아버지는 야히아 칸이 태어났을 때 영국령 인도 펀자브주의 차크왈에 배치되었다. 야히아는 명문대에서 공부했다. 브라운 케임브리지 스쿨 데흐라둔과 펀자브 대학교에 입학하여 학사 학위를 받았다.

## 사생활
야히아는 아클렘 아크타르와 관계를 가졌다고 전해지지만, 그는 결혼하지 않았다.

## 사망
야히아는 1979년까지 가택 연금 상태에 있다가 계엄 행정관 파즐 하크 장군에 의해 구금에서 풀려났다. 그는 공공 행사에 참여하지 않았고 1980년 8월 10일 파키스탄 펀자브주 라왈핀디에서 사망했다.